# Escoubès
Escoubès es una comuna francesa de la región de Aquitania en el departamento de Pirineos Atlánticos.
El topónimo Escoubès fue mencionado por primera vez en el año 1385con el nombre de Escobee.

## Demografía
| 350 | 296 | 354 | 382 | 390 | 390 | 388 | 379 | 405 | 410 | 409 | 390 | 361 | 404 | 403 | 350 | 321 | 317 | 300 | 278 | 264 | 263 | 237 | 239 | 216 | 195 | 227 | 193 | 186 | 222 | 226 | 231 | 291 |
| Para los censos de 1962 a 1999 la población legal corresponde a la población sin duplicidades (Fuente: INSEE [Consultar]) |     |     |     |     |     |     |     |     |     |     |     |     |     |     |     |     |     |     |     |     |     |     |     |     |     |     |     |     |     |     |     |     |